# آرامگاه حلیمه خاتون کرویق
آرامگاه حلیمه خاتون کرویق مربوط به دوره ایلخانی - دوره صفوی است و در شهرستان ورزقان، بخش مرکزی، دهستان بکرآباد، روستای کرویق واقع شده و این اثر در تاریخ ۳۰ بهمن ۱۳۸۶ با شمارهٔ ثبت ۲۱۰۹۰ به‌عنوان یکی از آثار ملی ایران به ثبت رسیده است.